# Heksametilen triperoksid diamin
Heksametilen triperoksid diamin (HMTD) je visoko eksplozivno organsko jedinjenje, koje sadrži 6 atoma ugljenika i ima molekulsku masu od 208,169 . HMTD je organski peroksid, heterociklično jedinjenje sa strukturom nalik kavezu. To je primarni eksploziv. Početkom 20. veka smatran je inicijalnim eksplozivom za miniranje, uglavnom zbog svoje velike snage pokretanja (veće od živinog fulminata) i jeftine proizvodnje. Kao takav, brzo je prihvaćen kao primarni eksploziv u rudarskim aplikacijama. Međutim, od tada je zamenjen sa (hemijski) stabilnijim jedinjenjima kao što je dekstriniran olovo azidi DDNP (koji ne sadrži olovo ili živu). HMTD se široko koristi u amaterskim (improvizovanim) detonatorima za miniranje.

## Priprema i struktura
Prvi put sintetisan 1885. od strane nemačkog hemičara Ludviga Leglera, HMTD se može pripremiti reakcijom vodenog rastvora vodonik peroksida i heksamina u prisustvu kiselog katalizatora, kao što je limunska kiselina, sirćetna kiselina ili razblažena sumporna kiselina. Koncentracija vodonik peroksida treba da bude najmanje 12% w/w, jer niže koncentracije dovode do loših prinosa. Limunska kiselina je sveukupno superiornija u odnosu na druge kiseline, pružajući prinos do oko 50%.
Molekul usvaja strukturu nalik kavezu sa atomima azota koji imaju neobičnu trigonalnu planarnu geometriju.

## Osobine
| Osobina                  | Vrednost |
| ------------------------ | -------- |
| Broj akceptora vodonika  | 8        |
| Broj donora vodonika     | 0        |
| Broj rotacionih veza     | 0        |
| Particioni koeficijent ( | -0,9     |
| Rastvorljivost (logS, log(mol/L))       | 2,7      |
| Polarna površina (PSA, Å2)  | 61,9     |

## Osnovna fizičko-hemijska svojstva
Hemijski, HMTD je organsko perokso jedinjenje, koje sadrži 3  peroksidne grupe -OO- u molekulu. Po izgledu, to je beli kristalni prah sa kristalnom gustinom od 1,57 g/cm³ i normalnom zapreminskom gustinom između 0,4-0,6 g/cm³, nerastvorljiv u vodi i skoro nerastvorljiv u etanolu, rastvorljiv u hloroformu (HMTD rekristalizovan spontano iz hloroforma može detonirati). Snažno korodira metalei stoga ne sme doći u dodir sa njima. Stabilnost je zadovoljavajuća u periodu od 12-24 meseca (u zavisnosti od čistoće, temperature i vlažnosti - u vlažnim uslovima razgrađuje se po nekoliko dana, a kisela i alkalna sredina ubrzavaju ovaj proces). Eksplodira u kontaktu sa koncentrovanom sumpornom kiselinom. Uobičajeni kristali HMTD su racemska mešavina enantiomera.
HMTD su beli rombični kristali koji su slabo rastvorljivi u vodi, alkoholu, acetonu i drugim rastvaračima. Snažno korodira metale, posebno kada je mokar. Sumporna kiselina i brom izazivaju detonaciju. Mala isparljivost (0,5% dnevno na 60 °C (140 °F)).
Nije higroskopan, nije osetljiv na svetlost, izaziva kijanje. Ne raspada se na svetlosti. Tokom skladištenja na otvorenom, može se postepeno razgraditi sa pojavom mirisa formalina, pa se ne preporučuje čuvanje duže od 2-3 meseca. Zapreminska gustina je 0,66 g/cm³, gustina monokristala je 1,3 g/cm³.
| Rastvarač (100 g)            | Rastvorljivost u % |
| ---------------------------- | ------------------ |
| Voda                         | 0,1                |
| Apsolutni alkohol            | <0,01              |
| Eter                         | 0,017              |
| Sumporni ugalj               | <0,01              |
| Tetrahlorometan              | 0,013              |
| Glacijalna sirćetna kiselina | 0,14               |
| Hloroform                    | 0,64               |
| Aceton                       | 0,33               |

Kao što je gore pomenuto, HMTD snažno korodira metale, tabela ispod pokazuje gubitak metalne mase u g/m³ za 40 dana na sobnoj temperaturi u vlažnom obliku.
| Metal      | Gubitak težine |
| ---------- | -------------- |
| Aluminijum | 10             |
| Kalaj      | 18             |
| Cink       | 37             |
| Mesing     | 105            |
| Bakar      | 122            |
| Olovo      | 405            |
| Gvožđe     | 180            |

## Eksplozivna svojstva
Kao i drugi organski peroksidi, kao što je aceton peroksid (TATP), HMTD je nestabilan i detonira nakon udara, trenja, pražnjenja statičkog elektriciteta, koncentrovane sumporne kiseline, jakog UV zračenja i toplote. Zabeleženi su slučajevi detonacije izazvane jednostavnim činom zavrtanja poklopca na tegli koja sadrži HMTD. Prijavljeno je da uobičajena pražnjenja statičkog elektriciteta izazivaju detonaciju. Međutim, manje je nestabilan od mnogih drugih peroksida u normalnim uslovima; izlaganje ultraljubičastom svetlu povećava njegovu osetljivost. Takođe reaguje sa većinom uobičajenih metala, što može dovesti do detonacije. HMTD je hemijski veoma stabilan kada je čist (bez kiselina, baza i metalnih jona) i ne sublimira se brzo kao njegovi suplementi iz acetona.
Zbog svojih svojstava, HMTD se svrstava među inicirajuće eksplozive, sposobnost pokretanja je nekoliko puta veća od one kod detonirajuće žive. U otvorenom prostoru (do 5 g) obično burno gori nakon približavanja plamenu, s druge strane, u zatvorenom prostoru, gorenje odmah prelazi u jaku eksploziju. Prelazak sa brzog sagorevanja (deflagracije) na detonaciju ne može se isključiti ni za jednu količinu, odnosno čak i količine ispod jednog grama mogu detonirati odmah nakon što ih dohvati plamen. Prilikom rukovanja gramskim količinama, uvek je potrebno održavati rastojanje od najmanje 10 cm između prstiju i HMTD. Rukovanje količinama iznad približno 3g zahteva veće rastojanje i izuzetno je opasno. HMTD je veoma osetljiv na trenje i može eksplodirati čak i kada je posut po papiru, ili usled pražnjenja statičkog elektriciteta između prstiju i HMTD. HMTD je znatno osetljiviji na trenje od aceton peroksida, osetljivost na udar je uporediva.
HMTD je osetljiv na udar, trenje, statički elektricitet, UV zračenje, kontakt sa koncentrovanom sumpornom kiselinom i povišene temperature iznad oko 48 °C (118 °F).
HMTD je snažniji inicirajući eksploziv od živinog fulminata, ali njegova loša termička i hemijska stabilnost sprečava njegovu upotrebu u detonatorima. Ipak, HMTD je jedan od tri najčešće korišćena primarna eksploziva u improvizovanim, amaterski napravljenim detonatorima za miniranje. Drugi je TATP i srebrni acetilid.
HMTD je čest izvor povreda među hemičarima amaterima, posebno amputacija prstiju. Većina ovih povreda uzrokovana je malim količinama HMTD-a koje nenamerno detoniraju u neposrednoj blizini prstiju, pošto male količine (grami) generalno nisu dovoljno moćne da amputiraju prste sa udaljenosti većih od 5 – 10 cm. Iskusni amateri rukuju HMTD-om na takav način da izbegnu svaki bliski kontakt između prstiju i samog eksploziva, od sinteze do konačne detonacije. Takve mere, na primer, uključuju korišćenje više filter papira tokom koraka filtracije koji se razmenjuju tako da ne sadrže više od 0,2 g HMTD na jednom filter papiru, prethodno savijenih papira sa drvenim šipkama umotanim u pamuk za manipulaciju i uređaje za ublažavanje eksplozije za konačno punjenje.
Izračunati (Ekplo5) detonacioni pritisak Pcj pri gustini kristala 1,597 g/cm³ je 218 kbar sa brzinom detonacije VoD = 7777 m/s. Temperatura eksplozije je 3141 K, energija eksplozije je 5612 kJ/kg (ili 3400 - 4000 kJ/kg po različitim izvorima), a zapremina eksplozivnih gasova na STP je izračunata na 826 L/kg. Rastresiti prah ima gustinu blizu 0,4 g/cm³, stoga su uobičajene brzine detonacije bliže 3000 m/s, a Pcj je bliže 15 kbar.
Ako se HMTD zapali na otvorenom u nekomprimovanom obliku, onda HMTD gori sa trenutnim praskom. Ako pritisnete HMTD u papirnu cev, onda HMTD detonira brzinom od 4560-5100 m/s.
| Temperatura i vreme | 2    | 8     | 24    | 48     |
| ------------------- | ---- | ----- | ----- | ------ |
| 60°                 | 0,10 | 0,35  | 0,50  | 0,50*  |
| 75°                 | 0,25 | 0,60  | 1,30  | 2,25** |
| 100°                | 3,25 | 29,60 | 67,95 | ---    |

* bez znakova propadanja
** supstanca se vlaži i blago se skuplja; Brizantnost prema testu peska se menja (pre zagrevanja 23.7; posle zagrevanja 22.2).
Treba napomenuti da se u mešavini sa heksanom, tetrilom, TENT i pikrinskom kiselinom na 50 °C (122 °F) smanjenje težine ne ubrzava, ali se u mešavini sa TNT-om i bertoletovom solju ubrzava dvostruko u poređenju sa zagrevanjem čistih supstanci.
| Visina pada tereta u cm | % težine eksplozije | % težine eksplozije |
| ----------------------- | ------------------- | ------------------- |
| Visina pada tereta u cm | SUV                 | Mokar               |
| 60                      | 15                  | 5                   |
| 70                      | 25                  | 30                  |
| 75                      | 50                  | 35                  |

Tabela ispod pokazuje poređenje osetljivosti na udar HMTD sa nekim drugim inicirajućim eksplozivima.
| Supstance    | Gornja granica, cm | Preko glave, mg | Veličine zrna |
| ------------ | ------------------ | --------------- | ------------- |
| GMTD         | 10                 | 12              | 0,05          |
| Mehurii žive | 10,5               | 64              | 0,07          |
| Olovo azid   | 36-40              | 25              | 0,05          |
| Tetrazen     | 10                 | 21              | 0,09          |

Donja granica u GMTD za opterećenje od 500 g je 8 cm

## Eksplozivne karakteristike
Kao eksploziv, on pokazuje sledeća osnovna svojstva:
- Energija eksplozije: 4000 do 5080 kJ/kg (energija se delimično obezbeđuje značajnom napetošću unutar HMTD molekula)
- Brzina detonacije: 2.800 – 3.500 m/s (pri normalnoj zapreminskoj gustini) – 5.100 m/s (pri maksimalnoj mogućoj kompresiji, tj. nešto iznad 1,1 g/cm³) – 7.777 m/s pri gustini kristala.
- Zapremina gasova sagorevanja: 813 l/kg (u toku detonacije pritisak i zapremina gasova zavise od temperature i posebnih jednačina stanja)
- Temperatura eksplozije: 2.370 °C (4.300 °F) (prema drugim izvorima može biti i viša)
- Temperatura vazduha: 200 °C (392 °F)
- Detonacioni pritisak P cj: približno 100 kbar na 1,1 g/cm³, oko 15-20 labav i približno 50 kbar pri srednjoj kompresiji – 1 kbar odgovara pritisku od 1 tone po 1 cm². Detonacioni pritisak Pcj je nešto poput prosečnog pritiska (uporediv sa pritiskom u gumi). U šokovima bismo mogli da zabeležimo pritiske i do 50% veće u kratkom roku pomoću imaginarnih senzora.

## Energetske karakteristike
- Toplota formiranja: 384,3 kcal/kg
- Entalpija formiranja: 413,7 kcal/kg
- Toplota eksplozije: 3,29 MJ/kg
- Eksplozivnost: 340 ml, 140 cm³
- Brizantnost: (uzorak peska, punjenje 0,5 g) 42,5 g, gromoglasna živa — 16,5 g, CTA — 44,2 g (detaljnije informacije ispod u tabeli).
- Zapremina produkata eksplozije: 1097 l/kg.

U nastavku, tabela prikazuje eksplozivnost HMTD prema uzorku peska — broj (g) peska (od prvobitnih 200 g) razbijenog eksplozijom prepusta BP u čeličnom cilindru:
| prepust (g) | VV   | VV            | VV            |
| ----------- | ---- | ------------- | ------------- |
| prepust (g) | GMTD | Mehurići žive | Cianurtriazid |
| 0,10        | 6,6  | —             | 4,8           |
| 0,50        | 42,5 | 16,5          | 44,2          |
| 1,00        | 86,7 | 36,6          | 78,6          |

Brizantnost HMTD se ne menja nakon 3 meseca skladištenja u zatvorenom kontejneru u suvoj ili vlažnoj atmosferi čak i na 30 °C (86 °F), iako se pojavljuje miris amina (formalina), što ukazuje na raspadanje.
| Gustina | Brzina detonacije (m/sec) |
| ------- | ------------------------- |
| 0,88    | 4500-4511                 |
| 1,10    | 5100                      |

| Pritisak, kgf/cm² | Gustina, g/ cm³ |
| ----------------- | --------------- |
| 100               | 1,05            |
| 200               | 1,15            |
| 800               | 1,30            |

## Osetljivost i opasnosti pri pripremi i rukovanju
HMTD se obično priprema reakcijom heksametilentetraamina (urotropina) sa vodonik peroksidom pod kiselom katalizom (limunska, vinska, oksalna ili sirćetna kiselina). Na Internetu postoji niz nepotpunih uputstava, koja pre svega ne pominju pravila za rukovanje suvim HMTD. To dovodi do čestih nezgoda sa ozbiljnim posledicama.
Laička javnost stoga treba da izbegava njegove pripreme. Ovo ignorišu mnogi hemičari amateri, posebno među omladinom i decom. Bezbednosna pravila za rukovanje su razmatrana u HMTD vikibook-u (link na kraju članka).
Eksplozivne amputacije se veoma loše leče. Traumatske amputacije u potpunoj svesti (tj. bez anestezije, tipično „uspavane“) takođe skoro uvek (80-90% slučajeva) dovode do fantomskog bola udova.
HMTD je generalno malo osetljiviji od svežeg TATP-a i može se smatrati nešto opasnijim od prosečnog primarnog eksploziva. Varijanca sile trenja između različitih površina (npr. različitih vrsta papira) je često veća od varijanse između osetljivosti na trenje datog para primarnih eksploziva. Ovo dovodi do različitih vrednosti osetljivosti na trenje merene u različitim laboratorijama.

## Razlaganje detonacijom
Tokom detonacije dolazi do potpunog raspada HMTD. Proizvodi detonacije ne prate naivnu stehiometriju i stoga je u njima prisutan veliki broj supstanci (ugljen-monoksid, ugljen-dioksid, voda, vodonik, cijanovodonik, čađ, metan itd.). Do raspadanja može doći i bez detonacije. Tok ove dekompozicije zavisi od sredine u kojoj se ovo razlaganje odvija. To uglavnom zavisi od temperature i vrste sredine (vazduh ili vakuum ).
Razlaganje na temperaturi ispod 150 °C (302 °F), na vazduhu ili u vakuumu proizvodi ugljen-dioksid, trimetilamin i amonijak:
C6H12N2O6 → 3 CO2 + N(CH3)3 + NH3
Razlaganje na 160—180 °C (320—356 °F) u vakuumu proizvodi ugljen monoksid, trimetilamin, azot , vodu i kiseonik:
4 C6H12N2O6 → 12 CO + 4 N(CH3)3 + 2 N2 + 6 H2O + 3 O2
Dobijeni trimetilamin se dalje sagoreva na vazduhu da bi se formirao cijanovodonik i metanol prema jednačini:
N(CH3)3 + O2 → HCN + 2 CH3OH

## Prednosti i nedostaci
Prednosti:
- Lakoća proizvodnje,
- Dostupnost materijala,
- Brža detonacija u poređenju sa aceton triperoksidom.

Nedostaci:
- Nestabilno jedinjenje. Raspada se pod uticajem vremena.
- Supstanca je nekompatibilna sa metalom.

## Terorizam
Uprkos tome što se više ne koristi ni u jednoj vojnoj primeni, i uprkos svojoj osetljivosti na udar i trenje, HMTD ostaje uobičajeni eksploziv domaće proizvodnje i korišćen je u velikom broju samoubilačkih bombaških napada i drugih napada širom sveta. Na primer, to je bila jedna od komponenti eksploziva namenjenog za terorističku akciju na međunarodnom aerodromu u Los Anđelesu u milenijumskim zaverama 2000. i bombaškim napadima na Njujork i Nju Džersi 2016. kao i jedan od komponente eksploziva pokušala je da napravi neonacistička teroristička organizacija Atomvafen divizija u Sjedinjenim Državama.

## Literatura
- Clayden, Jonathan; Greeves, Nick; Warren, Stuart; Wothers, Peter (2001). Organic Chemistry (I изд.). Oxford University Press. ISBN 978-0-19-850346-0.
- Smith, Michael B.; March, Jerry (2007). Advanced Organic Chemistry: Reactions, Mechanisms, and Structure (6th изд.). New York: Wiley-Interscience. ISBN 0-471-72091-7.
- Katritzky A.R.; Pozharskii A.F. (2000). Handbook of Heterocyclic Chemistry (Second изд.). Academic Press. ISBN 0080429882.

## Dodatna literatura
- Alfred Stettbacher: Die Schieß- und Sprengstoffe. 2., umgearbeitete Auflage. Barth, Leipzig 1933

## Spoljašnje veze
- http://chemistry-chemists.com/N2_2013/P1/pirosprawka2012.pdf Архивирано на веб-сајту  (12. јул 2017)
- http://pirochem.net/index.php?id1=3&category=chemvvisost&author=bagal-li&book=1975 Архивирано на веб-сајту  (15. јануар 2018)
- http://pirochem.net/index.php?id1=3&category=chemvvisost&author=bubnov-pf&book=1979 Архивирано на веб-сајту  (6. октобар 2017)